# 科学怪人 (2007年电影)
《科学怪人》（英語：Frankenstein）是2007年英国的一部電視電影，由Impossible Pictures制作，在英国独立电视台播放。本片由杰德·默丘里奥导演，改编自玛丽·雪莱的同名小说，片中的环境确立为现时。女遗传学家为了防止自己孩子快要死去的现时，以器官捐献提取干细胞并意外生长成了一个怪物。本片于2007年10月24日首映。观众约360万。